# Антоновка (Сынжерейский район)
Антоновка (рум. Antonovca) — село в Сынжерейском районе Молдавии. Наряду с сёлами Копачены, Евгеньевка, Гавриловка, Петровка и Владимировка входит в состав коммуны Копачены.

## География
Село расположено на высоте 138 метров над уровнем моря.

## Население
По данным переписи населения 2004 года, в селе Антоновка проживает 106 человек (55 мужчин, 51 женщина).
Этнический состав села:
| Национальность | Число жителей | Процентный состав |
| -------------- | ------------- | ----------------- |
| румыны         | 48            | 45.28             |
| молдаване      | 48            | 45.28             |
| украинцы       | 10            | 9.43              |
| Всего          | 106           | 100%              |